# سیارک ۱۱۸۶۸
سیارک ۱۱۸۶۸ (به انگلیسی: 11868 Kleinrichert، نامگذاری:1989TY) یازده هزار و هشتصد و شصت و هشتمین سیارک کشف شده‌است که در ۲ اکتبر ۱۹۸۹ کشف شد.